# Langstaartkustworm
De langstaartkustworm (Tubificoides heterochaetus) is een ringworm uit de familie van de Naididae. De wetenschappelijke naam van de soort werd, als Limnodrilus heterochaetus, voor het eerst geldig gepubliceerd in 1926 door Michaelsen.